# Wandering Spirit (album)
Pour les articles homonymes, voir Wandering Spirit.
Albums de Mick Jagger
Primitive Cool
(1987) Goddess in the Doorway
(2001)
Singles
1. Sweet Thing
Sortie : Janvier 1993
2. Wired all Night
Sortie : avril 1993
3. Don't Tear Me Up
Sortie : février 1993
4. Out of Focus
Sortie : 1993

Wandering Spirit est le troisième album solo de Mick Jagger. Il est paru le 8 février 1993 sur le label Atlantic Records et a été produit par Jagger et Rick Rubin.

## Historique
À la fin de la tournée "Steel Wheels/Urban Jungle Tour", Mick Jagger commença à travailler sur son troisième album solo. La pré-production commença en août 1991 à Los Angeles et les enregistrements se dérouleront entre Paris, Londres et Los Angeles sur la période comprise entre le mois d'octobre 1991 et le mois de juillet 1992. Pour la production, Mick choisira Rick Rubin pour lui seconder ce qui ne fut pas de tout repos, les deux producteurs eurent de fréquentes disputes, mais à la fin c'est toujours l'opinion de Mick qui l'emportait.
Mick Jagger ne considéra pas cet album comme un album de rock, mais plutôt comme un mélange de rock, de rhythm and blues, de musique country, de gospel et de rockabilly. Contrairement à ses albums solo précédents, il y peu de guest star, Mick Jagger se contentant d'inviter Lenny Kravitz (chant en duo sur Use Me) et le bassiste des Red Hot Chili Peppers, Flea (guitare basse sur trois chansons).
L'album fut bien accueilli à sa sortie, il atteignit la 11e place du Billboard 200 aux États-Unis, la 12e place dans les charts britanniques et entra dans le top 10 de nombreux pays dont la France (8e place). Il sera certifié disque d'or en Allemagne, France, Canada et États-Unis.

## Liste des titres
- Tous les titres sont signés par Mick Jagger sauf indications

1. Wired All Night - 4:05
2. Sweet Thing - 4:34
3. Out of Focus - 4:31
4. Don't Tear Me Up - 4:10
5. Put Me in the Trash (Mick Jagger / Jimmy Rip) - 3:34
6. Use Me (Bill Withers) - 4:25
7. Evening Gown - 3:34
8. Mother of a Man - 4:17
9. Think (Lowman Pauling) - 2:58
10. Wandering Spirit (Jagger / Rip) - 4:16
11. Hang On to Me Tonight - 4:34
12. I've Been Lonely for So Long (Posie Knight / Jerry Weaver) - 3:26
13. Angel in My Heart - 3:21
14. Handsome Molly (traditionnel) - 2:03

## Musiciens
- Mick Jagger: chant, guitare, clavinet, harmonica, percussions
- Lenny Kravitz: chant sur Use Me
- Jimmy Rip: guitare, percussions
- Frank Simes: guitare
- Brendan O'Brien: guitare
- Jaydee Maness: guitare Pedal steel
- John Pierce: basse
- Flea: basse sur Out of Focus, Use Me et I've Been Lonely for So Long
- Doug Wimbish: basse sur Sweet Thing
- Billy Preston: piano, orgue et clavinet
- Benmont Tench: piano et orgue
- David Bianco: Minimoog
- Matt Clifford: virginal, clavecin, arrangements, direction des cordes
- Curt Bisquera: batterie, percussions
- Jim Keltner: batterie sur Evening Gown
- Lenny Castro: percussions
- Courtney Pine: saxophone
- Robin McKidd: violon
- Lynn Davies, Jean McClain, Jeff Pescetto, Sweet Singing Cava-leers : chœurs

## Charts & certifications
| Pays             | Durée du classement | Meilleur classement |
| ---------------- | ------------------- | ------------------- |
| Allemagne        | 25 semaines         | 3e                  |
| Australie        | 10 semaines         | 12e                 |
| Autriche         | 20 semaines         | 2e                  |
| Canada           | 22 semaines         | 7e                  |
| États-Unis       | 16 semaines         | 11e                 |
| France           | 18 semaines         | 8e                  |
| Italie           | -                   | 9e                  |
| Norvège          | 7 semaines          | 4e                  |
| Nouvelle-Zélande | 14 semaines         | 4e                  |
| Pays-Bas         | 30 semaines         | 3e                  |
| Royaume-Uni      | 4 semaines          | 12e                 |
| Suède            | 6 semaines          | 3e                  |
| Suisse           | 21 semaines         | 2e                  |

| Pays             | Certification | Ventes    | Date       |
| ---------------- | ------------- | --------- | ---------- |
| Allemagne        | Or            | 250 000 + | 1993       |
| Canada           | Or            | 50 000    | 26/02/1993 |
| États-Unis       | Or            | 500 000 + | 24/03/1993 |
| France           | Or            | 100 000 + | 1993       |
| Nouvelle-Zélande | Or            | 7 500 +   | 02/05/1993 |
| Pays-Bas         | Or            | 50 000 +  | 1993       |

### Charts singles
| Date | Single           | Chart                  | durée du classement | Position |
| ---- | ---------------- | ---------------------- | ------------------- | -------- |
| 1993 | Sweet Thing      | Hot 100                | 5 semaines          | 84e      |
| 1993 | Sweet Thing      | Mainstream Rock Tracks | 2 semaines          | 34e      |
| 1993 | Sweet Thing      | UK Singles Chart       | 4 semaines          | 24e      |
| 1993 | Sweet Thing      | Single Top 100         | 15 semaines         | 23e      |
| 1993 | Sweet Thing      | ARIA Charts            | 11 semaines         | 18e      |
| 1993 | Sweet Thing      | Ö3 Austria Top 40      | 12 semaines         | 7e       |
| 1993 | Sweet Thing      | (V) Ultratop           | 7 semaines          | 18e      |
| 1993 | Sweet Thing      | RPM Top Singles        | 10 semaines         | 21e      |
| 1993 | Sweet Thing      | Top 100                | 23 semaines         | 4e       |
| 1993 | Sweet Thing      | VG-lista               | 1 semaine           | 9e       |
| 1993 | Sweet Thing      | RMNZ Singles Top40     | 8 semaines          | 18e      |
| 1993 | Sweet Thing      | Mega Top 50            | 8 semaines          | 15e      |
| 1993 | Sweet Thing      | Sverigetopplistan      | 2 semaines          | 27e      |
| 1993 | Sweet Thing      | Schweizer Hitparade    | 16 semaines         | 8e       |
| 1993 | Don't Tear Me Up | Mainstream Rock Tracks | 18 semaines         | 1er      |
| 1993 | Don't Tear Me Up | Single Top 100         | 8 semaines          | 77e      |
| 1993 | Don't Tear Me Up | (V) Ultratop           | 1 semaines          | 39e      |
| 1993 | Don't Tear Me Up | RPM Top Singles        | 8 semaines          | 44e      |
| 1993 | Don't Tear Me Up | Top 100                | 1 semaines          | 42e      |
| 1993 | Don't Tear Me Up | Mega Top 50            | 3 semaines          | 31e      |
| 1993 | Wired All Night  | Mainstream Rock Tracks | 15 semaines         | 3e       |
| 1993 | Out of Focus     | Single Top 100         | 8 semaines          | 70e      |